# Aleksander Józef Sułkowski

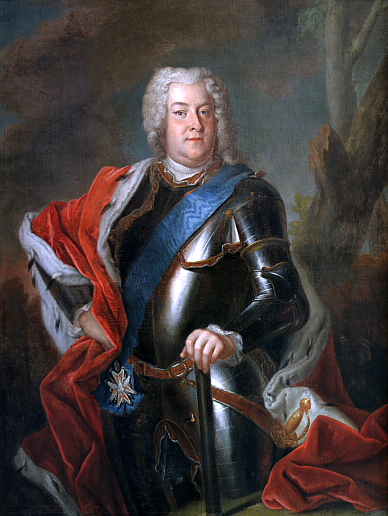
Graaf Sułkowski in harnas met de Orde van de Witte Adelaar

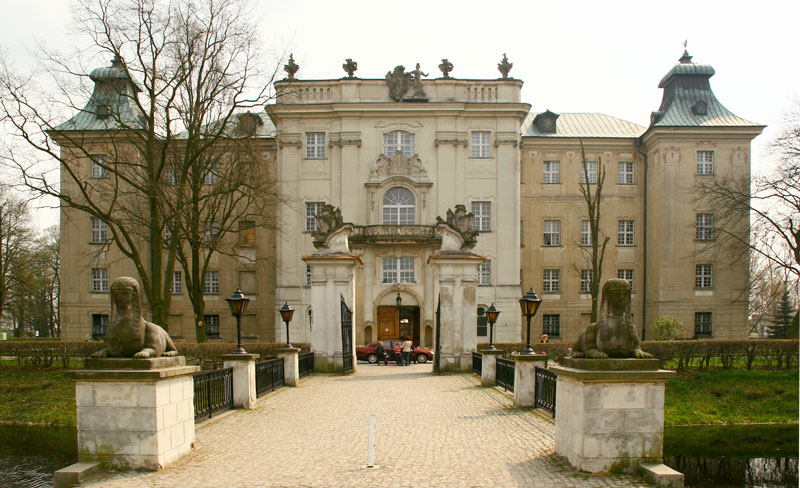
Schloss Reisen, tussen 1742 en 1745 in opdracht van Sułkowski verbouwd

Wapen van Aleksander Józef Sułkowski

Aleksander Józef Sułkowski (Krakau, 13 maart 1695 - Leszno, 21 mei 1762), rijksgraaf Sułkowski, eerste hertog van Bielitz, graaf van Reisen, Lissa, Zduny en Kobylin was een Pools aristocraat en staatsman. Hij was invloedrijk tijdens het Saksisch-Poolse bewind van keurvorst en koning Augustus III van Polen en Saksen.
Aleksander Józef Sułkowski was in 1736 een van de eerste ridders in de pas ingestelde Pools-Saksische Militaire Orde van Sint-Hendrik. Hij was ook ridder in de Orde van de Witte Adelaar.